# 穆公 (秦)
穆公（ぼくこう）は、中国春秋時代の秦の第9代公。繆公とも記述される。

## 生涯
徳公（第6代）の子で成公（第8代）の弟。兄弟相続により秦公となる。隣国晋の献公の娘を娶り、その時に侍臣として百里奚が付いてきた。穆公は百里奚を召抱え、以後は百里奚に国政を任せるようになった。
穆公9年（紀元前651年）、晋の献公が死ぬと、後継争いで晋国内は騒乱状態となった。晋の公子夷吾は晋公の座に着くために穆公に援助を要請した。穆公は夷吾の兄の重耳の方を人格的に好んでいたが、重耳が辞退したことと、英邁の誉れ高い重耳に比べると出来の悪い夷吾を晋公に推せば何かと自分に有利になると踏んで、夷吾を晋に入れて恵公とした。この時に恵公は穆公に礼として領土の割譲を約束していた。しかし晋に入った恵公は約束を破り、晋国内で悪政を行った。
穆公13年（紀元前647年）、晋は不作になり、食糧が不足したために秦へ援助を要請した。家臣たちは領土割譲の約束を破った恵公に何で食糧を送ってやる必要があるかと反対したが、穆公は「恵公の事は憎んでいるが、民に罪は無い」と言い、晋に大量の食糧を送った。その翌年に今度は秦が不作となった。穆公は晋へ援助を要請した。しかし恵公は食糧を送らず、逆に好機ととらえて秦に攻め込んできた。これにさすがの穆公も激怒し、翌年に出兵して晋軍と韓原で激突し（韓原の戦い）、大勝して恵公を捕虜とした。凱旋して帰ってきた穆公は恵公を祭壇で生贄にしようと思っていたが、夫人の穆姫に止められた。そこで恵公の太子圉を人質にして、恵公の帰国を許した。
穆公20年（紀元前641年）、度重なる土木工事で増築して、国家自体が疲弊した同族の梁を滅ぼした。
穆公22年（紀元前638年）、晋で恵公が重病となると圉は晋に逃げ帰った。度々の背信に怒った穆公は楚にいた重耳を迎え入れて、共に兵を出して重耳を文公とした。
穆公36年（紀元前624年）、文公没後の晋を討ってこれを大いに破り、西戎を討って西戎の覇者と認められた。
穆公39年（紀元前621年）、薨去。この時に家臣177名が殉死した。主立った家臣たちが数多く殉死したことにより、秦の国力は大きく低下し、一時期、表舞台から遠ざかることとなる。『詩経』・国風の秦風にある「黄鳥」の詩は子車奄息（えんそく）・子車仲行・子車鍼虎（かんこ）の三兄弟が穆公のため殉死させられたことを謡ったという。

## 恨み骨髄に徹す

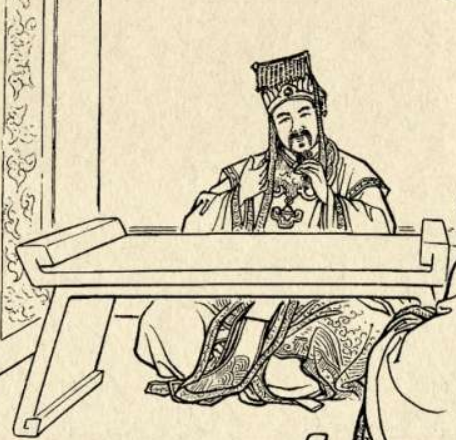
穆公

穆公が晋の襄公（文公の子）と戦って大敗し、派遣した秦の三将軍が捕虜になってしまった。晋の襄公は三将軍を斬ろうとしたが、その母、つまり文公の夫人は秦の穆公の娘であった。その為命乞いをした。「穆公は三人を恨むこと骨髄に徹しています。どうか三人を秦に帰し、秦の君に思う存分に煮殺させてください」という母の言葉に従い、襄公は三将軍を秦に帰した。三人が帰ると穆公は郊外に出迎え、「老臣たちの忠言を聴かずに出兵したわたしが悪かった」と泣いて謝り、三人を許した。この故事がもとになり、徹底的に人を恨むことを「恨み骨髄に徹す（または入る）」という句が生まれた。 

## 評価
春秋五覇の一人に数えられる事もある。
また、百里奚や由余・蹇叔・丕豹・公孫枝等の異邦の異才を登用して国力を増強させた事は、はるか後の商鞅や張儀・范雎等の異国の異才達による秦の天下統一への道筋の先鞭ともなった。